# Melanagromyza virginiensis
Melanagromyza virginiensis este o specie de muște din genul Melanagromyza, familia Agromyzidae, descrisă de Spencer în anul 1986.
Este endemică în Virginia. Conform Catalogue of Life specia Melanagromyza virginiensis nu are subspecii cunoscute.